# Бра (Вар)
Бра (фр. Bras) насеље је и општина у Француској у региону Прованса-Алпи-Азурна обала, у департману Вар која припада префектури Брињол.
По подацима из 2011. године у општини је живело 2520 становника, а густина насељености је износила 72,14 становника/km². Општина се простире на површини од 34,93 km². Налази се на средњој надморској висини од 315 метара (максималној 580 m, а минималној 233 m).

## Демографија
| 1962. | 1968. | 1975. | 1982. | 1990. | 1999. | 2011. |
| ----- | ----- | ----- | ----- | ----- | ----- | ----- |
| 498   | 601   | 638   | 677   | 1.056 | 1.298 | 2.520 |

График промене броја становника у току последњих година